# Morris McHone
Morris Daniel McHone (Marion, 17 giugno 1943) è un allenatore di pallacanestro e dirigente sportivo statunitense, professionista nella NBA.

## Carriera
Ha guidato gli Stati Uniti a due edizioni dei Campionati americani (1997, 2005) e ai Giochi panamericani di Winnipeg 1999.

## Palmarès
- 2 volte campione CBA (1995, 1996)
- 2 volte CBA Coach of the Year (1995, 1997)